# Jeuxvideo.com
Jeuxvideo.com (von französisch jeux video, ‚Videospiele‘) ist ein französisches Onlinemagazin zum Thema Videospiele. Es erschien erstmals im Jahr 1997 und gehört zum französischen Unternehmen Webedia. Die Website wurde von einem Redaktionsteam als Informationsquelle für Videospieler erstellt und umfasst Nachrichten und Videospieltests als Artikel oder Videos. Redakteure reisen zu wichtigen globalen Events wie der Electronic Entertainment Expo, der Tokyo Game Show, der Gamescom oder der Paris Games Week, um Entwicklungsteams zu treffen und Spiele während ihres gesamten Lebenszyklus zu beobachten von der Entwicklung bis zur Vermarktung.

## Bibliografie
- Sébastien Pissavy: Jeuxvideo.com, une odyssée interactive. Éditions Pix’n Love, Houdan 2013, ISBN 978-2-918272-64-9, S. 240.